# جوستين كوبر (فنانة تشكيلية)
جوستين كوبر (بالإنجليزية: Justine Cooper)‏ هي فنانة تشكيلية أسترالية، ولدت في 1968.